# Chirotica meridionalis
Chirotica meridionalis là một loài tò vò trong họ Ichneumonidae.